# إليزابيث من هسن (ناخبة بالاتينات)

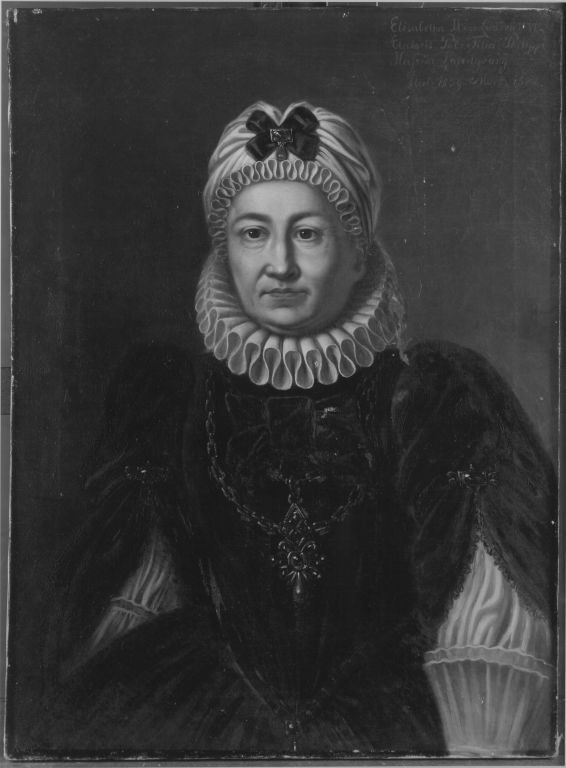
، بواسطة الرسام يوليوس تسماريمان، ضمن مجموعة الرسم في ولاية بافاريا.

الناخبة إليزابيث (1539-1582) ابنة فيليب الأول لاندغراف هسن، وزوجة لودفيغ السادس فون بالاتينات
1. ↑  مذكور في: ملف استنادي متكامل. الوصول: 28 أبريل 2014. لغة العمل أو لغة الاسم: الألمانية. المُؤَلِّف: مكتبة ألمانيا الوطنية.
2. ↑  مذكور في: فايند أغريف. الوصول: 30 أغسطس 2019. لغة العمل أو لغة الاسم: الإنجليزية.
3. 1 2 3 4 5 6  مذكور في: Kindred Britain.
4. ↑  مُعرِّف شخص في موقع "النُبلاء" (thepeerage.com): p308.htm#i3071. الوصول: 7 أغسطس 2020.